# Department of Airports
Department of Airports (DOA) (тайск. กรมท่าอากาศยาน) — тайский правительственный департамент Министерства транспорта Таиланда. Компания управляет 28 гражданскими аэропортами страны. Департамент отделился от Департамента гражданской авиации в 2015 году как часть реструктуризации после понижения рейтинга безопасности тайской авиации Международной организацией гражданской авиации.
Только 17 аэропортов DOA приносили прибыль с 2009 по 2016, когда общее количество пассажиров увеличилось на 25 %. В 2018 году доход DOA от его 28 аэропортов составил 853 миллиона бат. Один только аэропорт Краби принес 469 миллионов бат прибыли. Также высокую доходность имеет аэропорт Удонтхани, приносящий около 100 миллионов бат в год.
Компания Airports of Thailand (AOT) планировала начать управление аэропортов Удонтхани, Саконнакхон, Так и Чумпхон в 2019 году. Таким образом, DOA сократила бы количество контролируемых аэропортов до 24. После смены планов в августе 2019, AOT вместо этого должна была получить под свое управление аэропорту Удонтхани, Так, Бурирам и Краби, оставляя аэропорты Саконнакхон и Так DOA. Однако DOA настаивала на раннем плане, так как он оставит компании больше доходных аэропортов.

## Третий аэропорт Бангкока
В середине 2019 DOA предложила строительство нового аэропорта в провинции Накхонпхатом, чтобы облегчить нагрузку на два существующих бангкокских аэропорта.
Аэропорт стоимостью в 20 миллиардов бат, занимающий площадь в 3,500 рай будет располагаться в районах Банг Лен и Накхон Чай Си, в 50 километрах на запад от Бангкока. Его пассажиропоток должен составлять 2 миллионов пассажиров в год. При одобрении плана строительство должно начаться в 2023 году, и закончится в 2025 или 2026 году.